# 左菁華
左菁華（1953年—2014年1月30日），筆名玉笠人，山東濟南人，台灣女編劇。

## 生平簡歷
左菁華是台灣藝專影劇科畢業，1953年出生，2014年1月30日逝世，享壽61歲。左菁華曾任電視節目企劃製作及編劇，為台灣電視劇早年重要編劇。左菁華撰寫過許多時裝劇、武俠劇的劇本；因喜好讀古書，尤擅長於歷史劇與宮廷戲。

## 作品
編劇
- 中視《成功嶺上》
- 中視《天涯赤子情》
- 中視《少年十五二十時》
- 中視《昨夜星辰》
- 中視《書劍千秋》
- 中視《貂蟬》
- 中視《家和萬事興》
- 公共電視節目製播組、中視《一代名臣范仲淹》
- 華視《福星福將》

製作人
- 中視《超級女巡按》

## 著作
- 杜正勝、左菁華編，《從歷史到歷史劇：孔子的故事》，時報文化出版。

## 外部連結
- 南洋網 2014年2月6日 -《昨夜星辰》編劇逝世